# Puygouzon (comuna suprimida)
Puygouzon era una comuna francesa situada en el departamento de Tarn, de la región de Occitania, que el 1 de enero de 2017 fue suprimida al fusionarse con la comuna de Labastide-Dénat, y formar la comuna nueva de Puygouzon.

## Demografía
| Gráfica de evolución demográfica de Puygouzon entre 1800 y 2013 |
|                                                                 |

Los datos demográficos contemplados en este gráfico de la comuna de Puygouzon se han cogido de 1800 a 1999 de la página francesa EHESS/Cassini, y los demás datos de la página del INSEE.